# Кудерспорт (Пенсільванія)
Кудерспорт (англ. Coudersport) — місто (англ. borough) в США, в окрузі Поттер штату Пенсільванія. Населення — 2381 особа (2020).

## Географія
Кудерспорт розташований за координатами 41°46′33″ пн. ш. 78°0′58″ зх. д. / 41.77583° пн. ш. 78.01611° зх. д. (41.775844, -78.016038). За даними Бюро перепису населення США в 2010 році місто мало площу 14,59 км², уся площа — суходіл.

## Демографія
Згідно з переписом 2010 року, у селищі мешкало 2546 осіб у 1108 домогосподарствах у складі 646 родин. Густота населення становила 174 особи/км². Було 1269 помешкань (87/км²).
Расовий склад населення:
| - 97,6 % — білих - 0,5 % — чорних або афроамериканців - 0,4 % — азіатів - 0,3 % — корінних американців |

До двох чи більше рас належало 1,0 %. Частка іспаномовних становила 1,6 % від усіх жителів.
За віковим діапазоном населення розподілялося таким чином: 23,6 % — особи молодші 18 років, 58,0 % — особи у віці 18—64 років, 18,4 % — особи у віці 65 років та старші. Медіана віку мешканця становила 40,3 року. На 100 осіб жіночої статі у селищі припадало 90,1 чоловіків; на 100 жінок у віці від 18 років та старших — 88,2 чоловіків також старших 18 років.
Середній дохід на одне домашнє господарство становив 55 516 доларів США (медіана — 38 472), а середній дохід на одну сім'ю — 68 748 доларів (медіана — 55 682). Медіана доходів становила 45 223 долари для чоловіків та 35 365 доларів для жінок. За межею бідності перебувало 13,4 % осіб, у тому числі 16,7 % дітей у віці до 18 років та 8,6 % осіб у віці 65 років та старших.
Цивільне працевлаштоване населення становило 994 особи. Основні галузі зайнятості: освіта, охорона здоров'я та соціальна допомога — 27,4 %, роздрібна торгівля — 16,1 %, науковці, спеціалісти, менеджери — 10,0 %, виробництво — 8,5 %.